# Are You Dead Yet?
Are You Dead Yet? es el quinto álbum de estudio de la banda finlandesa de death metal melódico Children of Bodom. Fue lanzado en Finlandia el 14 de septiembre de 2005 e internacionalmente el 19 de septiembre de 2005 con la discográfica Century Media. En este álbum se incluye al guitarrista Roope Latvala (Stone, Sinergy, ex-Waltari), debido a que Alexander Kuoppala había dejado la banda. Este álbum contiene menos influencias power metal, que es apreciado en los álbumes anteriores.

## Lista de canciones
1. "Living Dead Beat" – 5:18
2. "Are You Dead Yet?" – 3:54
3. "If You Want Peace… Prepare for War" – 3:57
4. "Punch Me I Bleed" – 4:51
5. "In Your Face" – 4:16
6. "Next in Line" – 4:19
7. "Bastards of Bodom" – 3:29
8. "Trashed, Lost & Strungout" – 4:01
9. "We're Not Gonna Fall" – 3:17

| Japan bonus tracks |                                                                        |          |  |
| N.º                | Título                                                                 | Duración |  |
| 10.                | «Oops!... I Did It Again» (Britney Spears cover) (feat. Jonna Kosonen) | 3:20     |  |
| 11.                | «Talk Dirty to Me» (Poison cover)                                      | 3:40     |  |

| North America bonus tracks |                                                      |          |  |
| N.º                        | Título                                               | Duración |  |
| 10.                        | «Somebody Put Something in My Drink» (Ramones cover) | 3:20     |  |

| United Kingdom bonus tracks |                                 |          |  |
| N.º                         | Título                          | Duración |  |
| 10.                         | «Rebel Yell» (Billy Idol cover) | 4:13     |  |

## Créditos
- Alexi Laiho - Voces/Guitarra líder
- Roope Latvala - Guitarra rítmica
- Janne Wirman - Teclados
- Henkka Seppälä - Bajo
- Jaska Raatikainen - Batería

## Posicionamiento
| Listas (2005) | Posiciones |
| ------------- | ---------- |
| Austria       | 42         |
| Finlandia     | 1          |
| Francia       | 67         |
| Alemania      | 16         |
| Italia        | 80         |
| Suecia        | 16         |
| Suiza         | 79         |
| Billboard 200 | 195        |